# Rubus radicans
Rubus radicans är en rosväxtart som beskrevs av Antonio José Cavanilles. Rubus radicans ingår i släktet rubusar, och familjen rosväxter. Inga underarter finns listade i Catalogue of Life.